# Dimetilamină
Dimetilamina este un compus organic, o amină secundară cu formula chimică NH(CH3)2. Este un gaz incolor și inflamabil, cu miros de amoniac la concentrații ridicate.

## Obținere
Dimetilamina se obține în urma reacției catalitice dintre amoniac și metanol; aproximativ 270.000 de tone au fost produse în anul 2005.
{\displaystyle {\ce {2CH3OH + NH3 -> (CH3)2NH + 2H2O}}}
În urma reacției se mai obțin și trimetilamină (CH3)3N și metilamină CH3NH2, ca produși secundari:
{\displaystyle {\ce {CH3OH + NH3 -> CH3NH2 + H2O}}}
{\displaystyle {\ce {3 CH3OH + NH3 ->(CH3)3N + 3 H2O}}}

## Proprietăți chimice
Compusul prezintă caracter bazic, așadar poate fi protonat cu obținerea cationului de dimetilamoniu. Clorura de dimetilamoniu se prepară în urma reacției dintre dimetilamină și acid clorhidric:
{\displaystyle {\ce {(CH3)2NH + HCl -> (CH3)2N+H2*Cl-}}}
Dimetilamina este utilizată ca precursor pentru producția industrială a unor compuși importanți. Reacționează cu sulfura de carbon formând ditiocarbamat, un precursor utilizat în procesul de vulcanizare. Se mai utilizează la obținerea de solvenți: dimetilformamidă, dimetilacetamidă.